# Tuyến Shinbundang
Tuyến Shinbundang (Tiếng Hàn: 신분당선; Hanja: 新盆唐線) hoặc Tuyến DX  là một tuyến dài 31 km (19 mi) của Tàu điện ngầm Thủ đô Seoul. Đây là tàu điện ngầm thứ năm trên thế giới chạy hoàn toàn không người lái và là tuyến tàu điện ngầm hoàn toàn không người lái thứ hai mở ở Hàn Quốc sau Tuyến 4 Tàu điện ngầm Busan. Nó kết nối ga Gangnam và ga Gwanggyo trong 37 phút, một kỳ tích đạt được khi trở thành tuyến đầu tiên vận hành toa tàu điện ngầm thế hệ tiếp theo của Hàn Quốc với tốc độ trên 90 km/h (56 dặm/giờ), với tốc độ trung bình nhanh nhất so với bất kỳ tàu điện ngầm nào trong nước.
Tuyến đầu tiên được khai trương vào tháng 10 năm 2011 đi qua 6 ga giao nhau với ba tuyến hiện có tại ga Gangnam (tuyến 2), ga Yangjae (tuyến 3) và ga Jeongja (tuyến Bundang). Giai đoạn 2 khai trương vào ngày 30 tháng 1 năm 2016, bổ sung thêm 6 nhà ga ở phía nam, mở rộng tuyến để phục vụ Suji-gu, Yongin và Thành phố mới Gwanggyo, Suwon. Việc xây dựng phần mở rộng của Giai đoạn 3 về phía bắc đến ga Sinsa bắt đầu vào năm 2016, dự kiến mở cửa vào tháng 1 năm 2022. Việc xây dựng bắt đầu vào giữa năm 2005, bắt đầu có doanh thu vào tháng 9 năm 2011. Tuy nhiên, do lũ lụt vào cuối tháng 7 năm 2011, việc khai thác bị trì hoãn và cuối cùng được khai thác vào ngày 28 tháng 10 năm 2011.
Đã có một cuộc tranh luận giữa Thành phố Seongnam và Thành phố Suwon về việc liệu Migeum có nên được đưa vào phần mở rộng Giai đoạn 2 của Tuyến Shinbundang hay không. Những người ủng hộ lập luận rằng khoảng cách giữa Ga Jeongja và SB01, một ga được lên kế hoạch ban đầu để đi theo hướng Jeongja sẽ dài bất thường ở mức 3,76 km (2,34 mi). Họ cũng lập luận rằng việc bao gồm Migeum sẽ làm giảm giao thông trong khu vực. Trong khi đó, phe đối lập Suwon tuyên bố rằng việc bổ sung này sẽ làm trì hoãn thời gian di chuyển đến Gwanggyo, một khu vực dự kiến xây dựng của Suwon.
Ga Gwanggyo Jungang (Đại học Ajou) đã khai trương trạm trung chuyển xe buýt ngầm vào đầu tháng 3 năm 2016, nơi cửa lưới được lắp đặt trên các bệ xe buýt để những người đi xe buýt từ khắp Suwon có thể chuyển thẳng đến tàu điện ngầm.

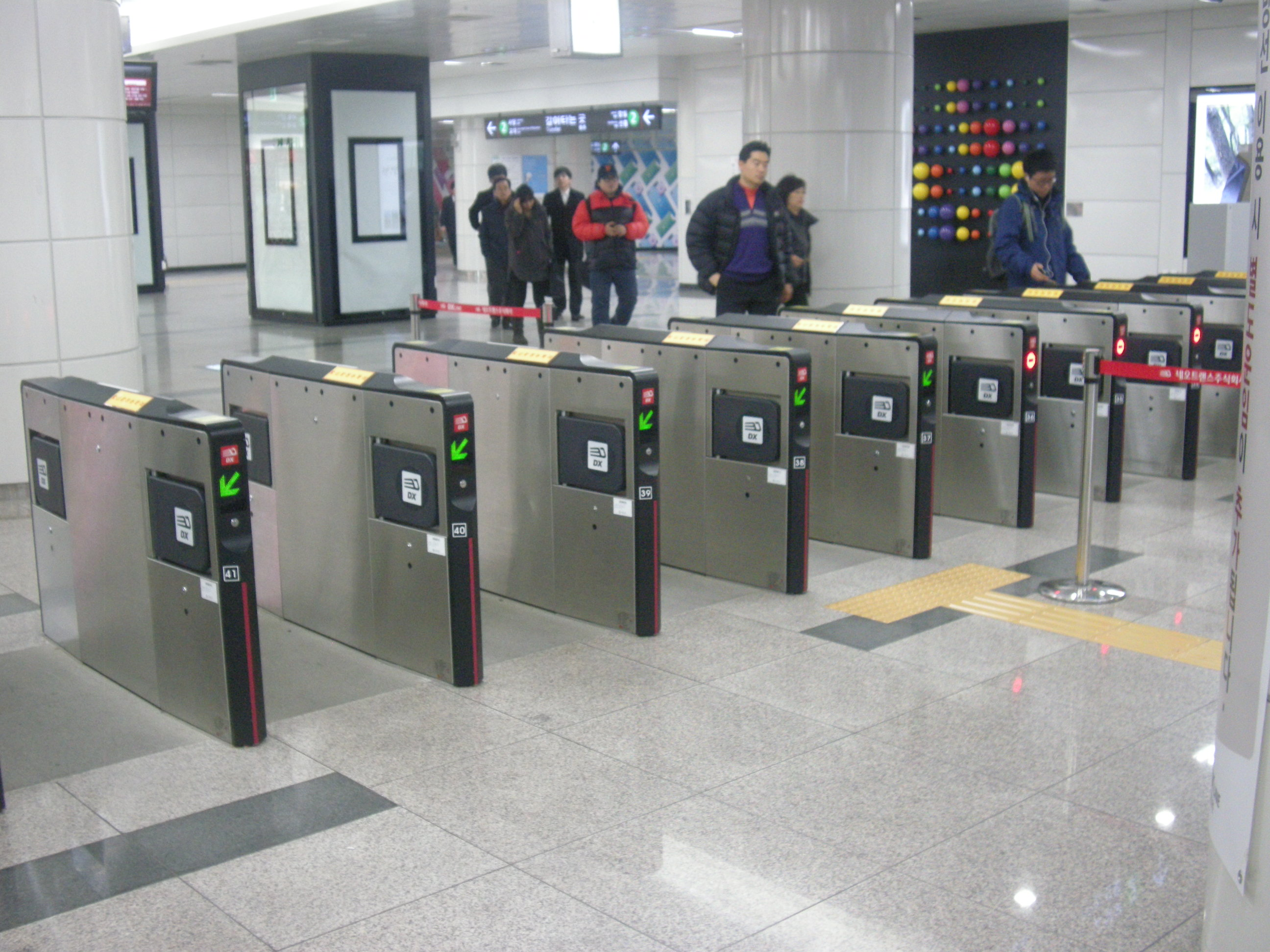
Cổng chuyển đến tàu điện ngầm Seoul tuyến số 2 tại ga Gangnam.

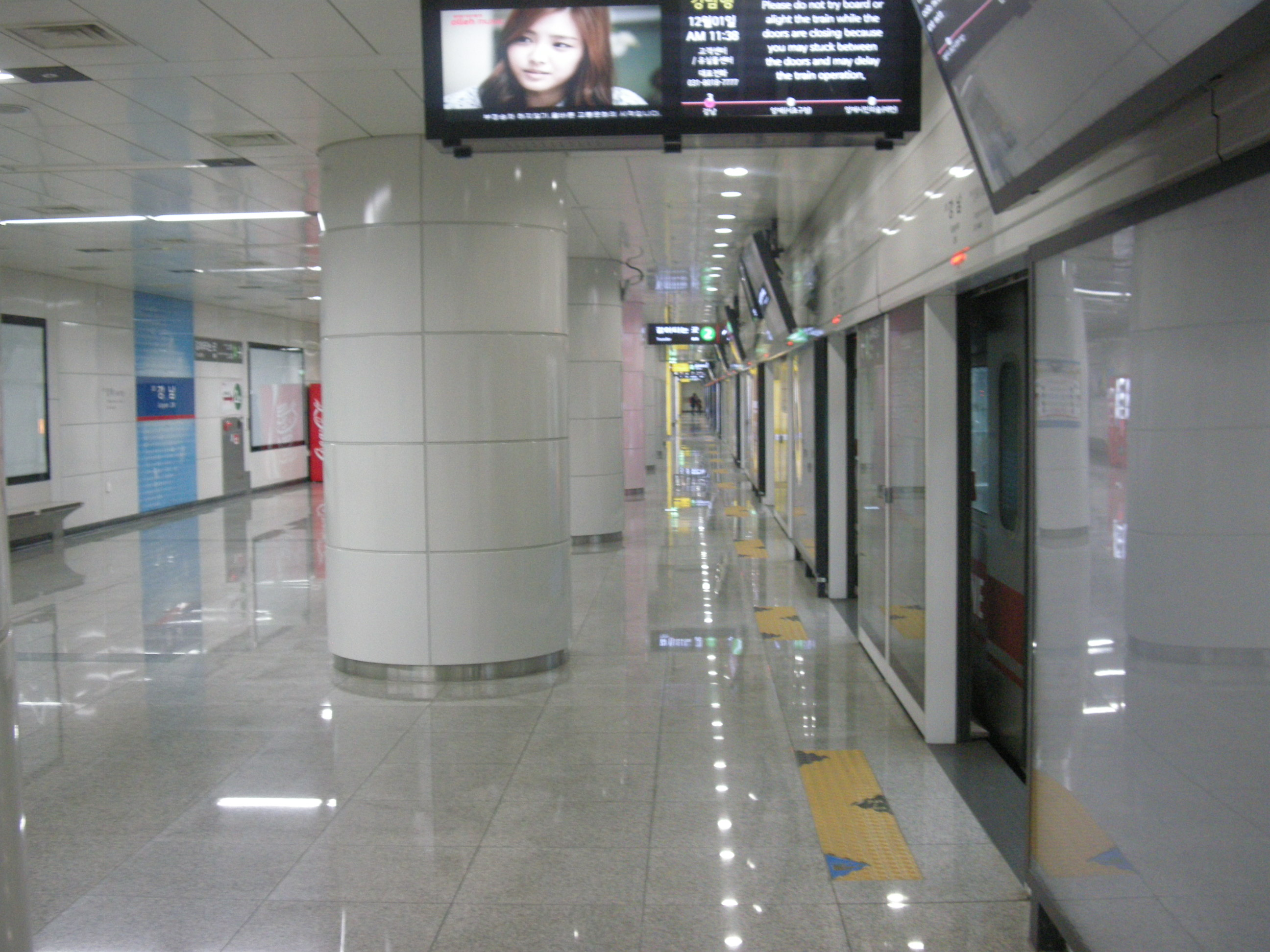
Cửa chắn ga Gangnam

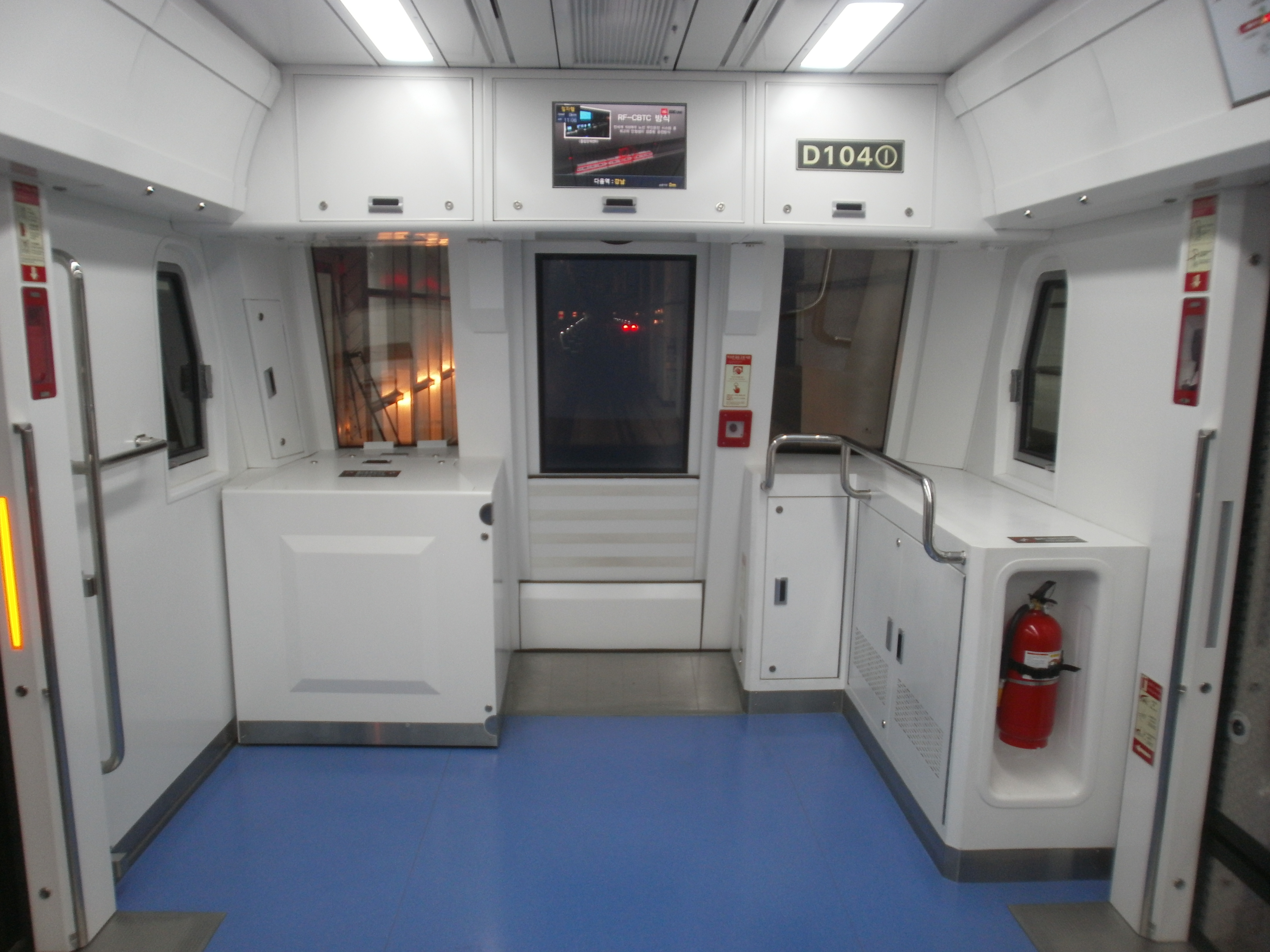
Mặt trước của toa tàu điện ngầm được mở để xem nhờ hoạt động không cần người lái.

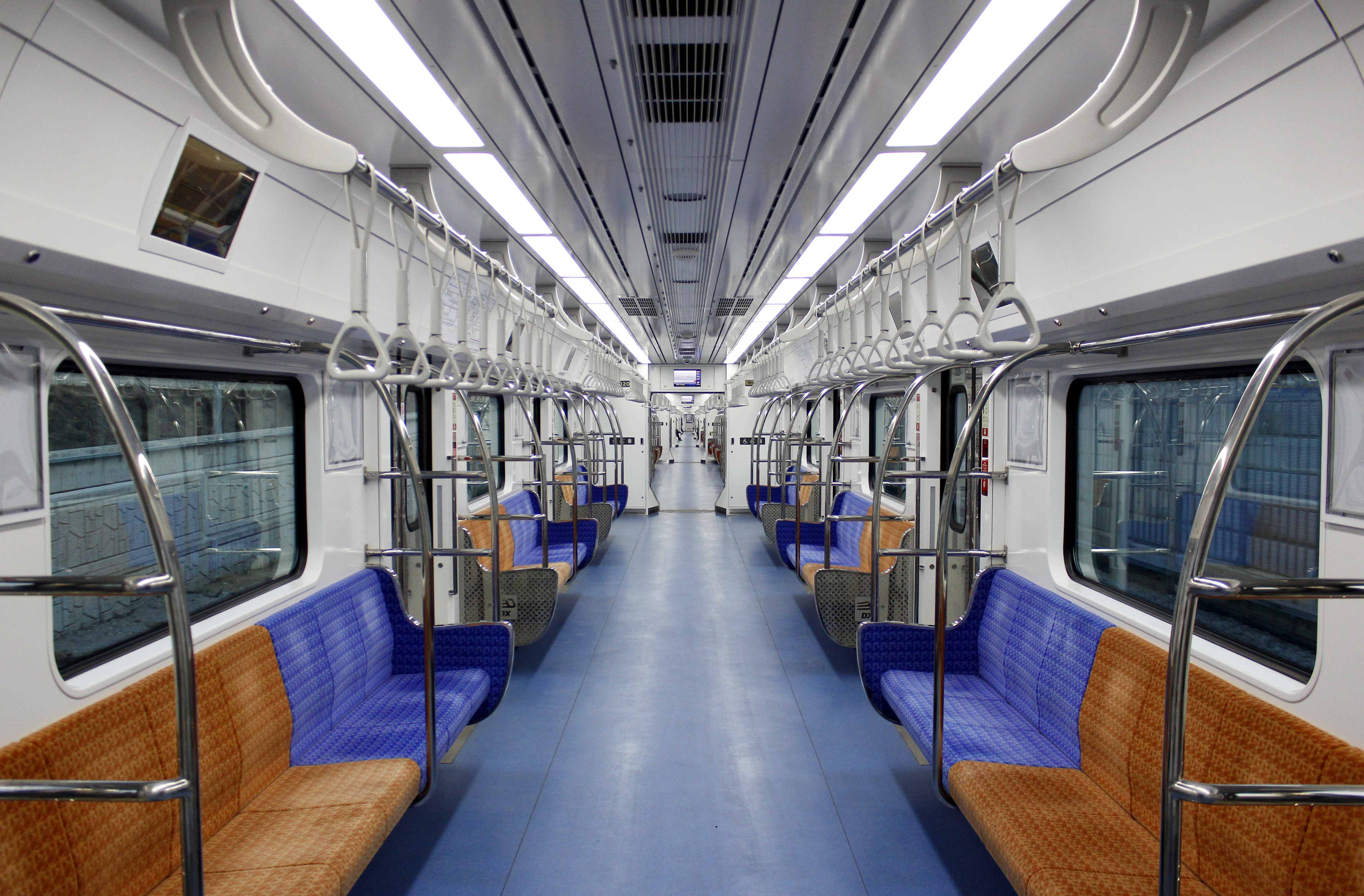
Nội thất của toa tàu điện ngầm được giới thiệu năm 2011 do Hyundai Rotem chế tạo

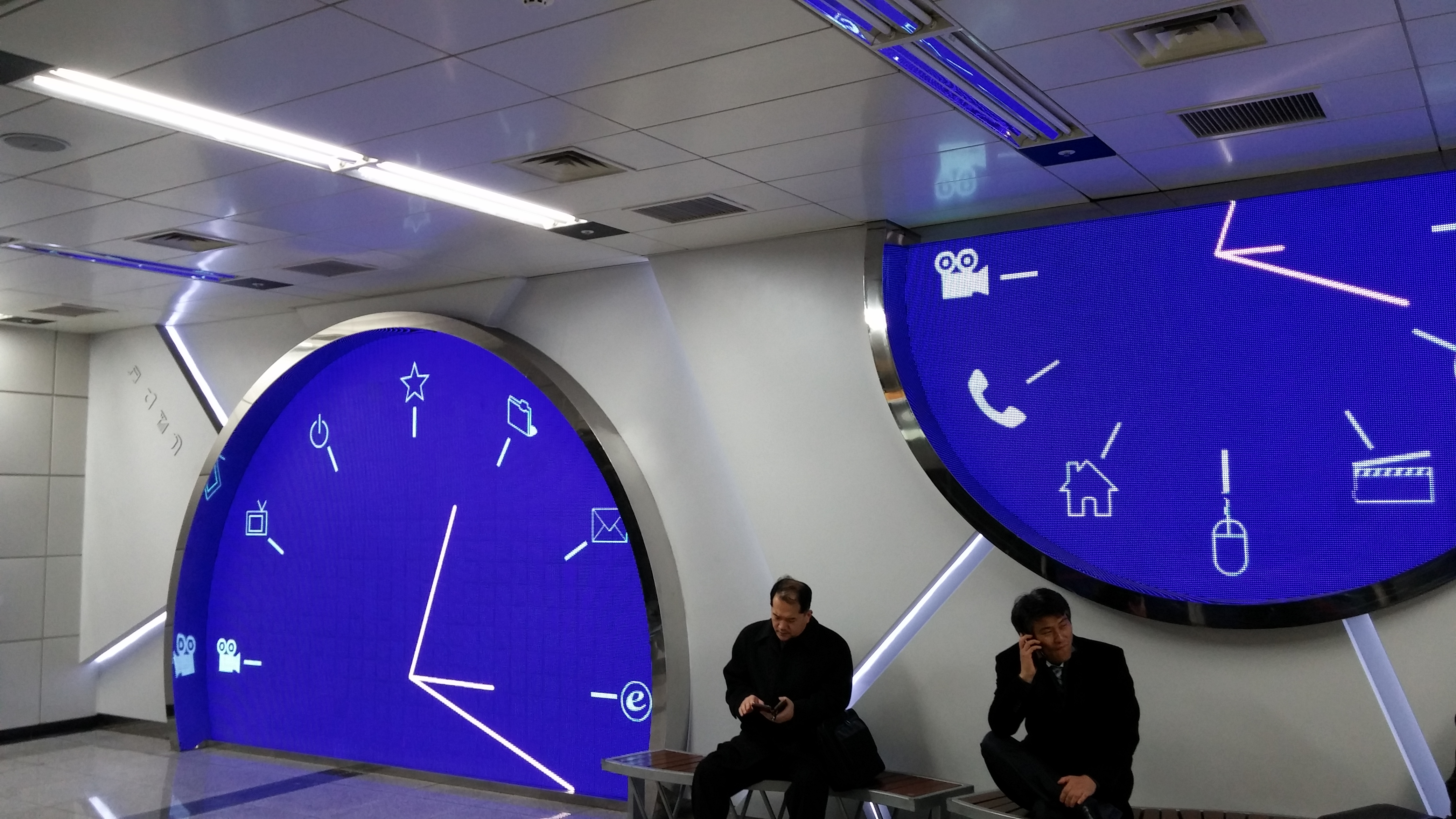
Khu vực ga Gangnam

Giá đi tuyến Shinbundang cao hơn giá vé tiêu chuẩn cho phần còn lại của hệ thống tàu điện ngầm Seoul. Chi phí tối thiểu hiện tại là 2.150 won để đi (giá vé tàu điện ngầm cơ bản là 1.250 won cùng với phụ phí 900 won khi sử dụng tuyến). Nếu qua Ga Jeongja, 200 won sẽ được tính trên 900 won phụ phí.

## Giai đoạn
Giai đoạn 1 đã giảm bớt thời gian từ nội thành Seoul đến Bundang, nơi chủ yếu là khu dân cư trong Khu vực Thủ đô Seoul. Giai đoạn 1 dài 17,3 km (10,7 mi) và giao với một số tuyến tàu điện ngầm ở đông nam Seoul cũng như với Tuyến Bundang. Thời gian đi từ đầu này đến đầu kia là 16 phút. Việc xây dựng kéo dài khoảng sáu năm, bắt đầu từ giữa năm 2005 và kết thúc vào cuối tháng 10 năm 2011. Tổng chi phí ước tính là 1,169 nghìn tỷ won.
Giai đoạn 2, phần mở rộng về phía nam của tuyến, được thiết kế chủ yếu để giảm bớt đông đúc giữa Yongin, Suji-gu và Bundang, Seoul, vì Suji-gu không phải là một thành phố được quy hoạch như Bundang nhưng được phát triển đột ngột và tự phát với các khu chung cư lớn. Do đó, Suji-gu thậm chí còn đông dân cư hơn Bundang, dẫn đến giao thông đông đúc trên các tuyến đường nối. Mục đích khác là kết nối nhanh chóng thành phố Gwanggyo mới được quy hoạch với Seoul. Do các nhà đầu tư và chủ sở hữu của Giai đoạn 1 và 2 là khác nhau, nên khoản phụ phí 300 won đã được tính thêm trên số tiền phụ phí 900 won nếu qua Ga Jeongja. Cư dân của Suji và Gwanggyo đã chỉ trích sự phân biệt giá vé, mặc dù một khoản tiền hoàn lại được cung cấp cho những người đi thường xuyên giữa Ga Pangyo và Ga Văn phòng Dongcheon / Suji-gu (200 won đối với Dongcheon và 100 won đối với Văn phòng Suji-gu). Thị trưởng Yongin và Suwon, cùng với các quan chức từ Gyeonggi-do đã yêu cầu Bộ Đất đai, Cơ sở hạ tầng và Giao thông vận tải giảm giá vé, thông báo rằng họ đang cố gắng cắt giảm giá vé bằng cách sử dụng các khoản vay lãi suất thấp nhưng sẽ mất ít nhất một năm để nó được hoàn thiện.
Giai đoạn 3, một phần mở rộng về phía bắc của tuyến, sẽ kéo dài tuyến về phía tây bắc của Gangnam đến Ga Yongsan. Đoạn tuyến bổ sung này ước tính trị giá ít nhất 400 tỷ won.  Bởi vì một phần của tuyến nằm bên trong Yongsan Garrison, giai đoạn này được chia thành hai phần. Một đoạn, một đoạn kéo dài từ Gangnam đến Sinsa, bắt đầu xây dựng vào năm 2016 và dự kiến sẽ mở cửa vào tháng 1 năm 2022. Đoạn còn lại, một đoạn mở rộng từ Sinsa đến Yongsan, sẽ bắt đầu xây dựng và sẽ mở cửa sau năm 2027.
Giai đoạn 4, một phần mở rộng thêm của tuyến, sẽ kéo dài tuyến về phía tây nam đến Homaesil và Ga Hwaseo của Suwon. Nó sẽ được xây dựng vào năm 2020 và mở cửa sau năm 2027.
Một cân nhắc bổ sung sẽ là xây dựng tuyến về phía bắc vượt ra khỏi ga Yongsan và kết thúc xung quanh ga Gwanghwamun và ga Gyeongbokgung, giúp hành khách dễ dàng đi đến Gangnam từ khu thương mại trung tâm của Seoul. Không rõ liệu ý tưởng này có bị loại bỏ hay bị lùi lại để đánh giá lại sau này nhưng lại nổi lên như một lời hứa trong chiến dịch tháng 3 năm 2012 của Hong Sa-duk để mở rộng tuyến gần Ga Gyeongbokgung.

## Thời gian hoạt động
Từ Ga Gangnam, các chuyến tàu chạy từ 5:30 sáng đến 24:50 đêm vào các ngày trong tuần và đến 11:48 tối vào cuối tuần và ngày lễ. Tuy nhiên, chuyến tàu cuối cùng đến Gwanggyo khởi hành lúc 24:26 các ngày trong tuần và  23:48 vào các ngày cuối tuần, chuyến còn lại sẽ chỉ đến Ga Jeongja.
Các chuyến tàu được tự động hóa và chạy cứ 2,5 phút một chuyến trong giờ cao điểm đến 8 phút trong giờ thấp điểm. Hệ thống tín hiệu SBL Line dựa trên công nghệ điều khiển tàu dựa trên thông tin liên lạc (CBTC) hiện đại, sử dụng liên lạc vô tuyến kỹ thuật số hai chiều giữa các đoàn tàu thông minh và thiết bị ven đường và mạng lưới các máy tính ATS / ATO được thiết kế với độ tin cậy và tính sẵn sàng của hệ thống rất cao. Các sân ga có thể chứa các đoàn tàu 10 toa ở độ cao 200 mét nhưng ban đầu các đoàn tàu 6 toa sẽ được sử dụng.

## Bản đồ tuyến
|  |

|  |  |  |

|  |  |  |

|  |  |  |

|  |  |  |

|  |  |  |

|  |

|  |

|  |  |  |

|  |  |  |  |  |

|  |  |  |  |  |

|  |

|  |

|  |  |  |

|  |

|  |

|  |

|  |

|  |

|  |

|  |

|  |

|  |

|  |  |  |

|  |  |  |

|  |  |  |

|  |  |  |

|  |  |  |

|  |

|  |

|  |  |  |

|  |  |  |  |  |

|  |  |  |  |  |

|  |

|  |

|  |  |  |

|  |

|  |

|  |

|  |

|  |

|  |

|  |

|  |

## Ga
Giai đoạn 1 được khai trương vào ngày 28 tháng 10 năm 2011, và kéo dài từ Gangnam đến Jeongja. Giai đoạn 2 được khai trương vào ngày 30 tháng 1 năm 2016, kéo dài tuyến thêm 6 ga từ Jeongja đến Gwanggyo. Ga Migeum khai trương vào tháng 4 năm 2018,  cung cấp dịch vụ chuyển tuyến sang Tuyến Bundang. Việc xây dựng Giai đoạn 3 bắt đầu vào tháng 3 năm 2017 giữa Sinsa và Gangnam, dự kiến khai trương vào ngày 28 tháng 5 năm 2022.
| Số ga | Tên ga                                                    | Tên ga                | Tên ga                | Chuyển tuyến | Khoảng cách | Tổng khoảng cách | Vị trí      | Vị trí      |
| Số ga | Tiếng Anh                                                 | Hangul                | Hanja                 | Chuyển tuyến | Khoảng cách | Tổng khoảng cách | Vị trí      | Vị trí      |
| ----- | --------------------------------------------------------- | --------------------- | --------------------- | ------------ | ----------- | ---------------- | ----------- | ----------- |
| D04   | Sinsa                                                     | 신사                  | 新沙                  | (337)        | 0.0         | 0.0              | Seoul       | Gangnam-gu  |
| D05   | Nonhyeon                                                  | 논현                  | 論峴                  | (732)        | 0.7         | 0.7              | Seoul       | Gangnam-gu  |
| D06   | Sinnonhyeon                                               | 신논현                | 新論峴                | (925)        | 0.8         | 1.5              | Seoul       | Gangnam-gu  |
| D07   | Gangnam                                                   | 강남                  | 江南                  | (222)        | 0.9         | 2.4              | Seoul       | Gangnam-gu  |
| D08   | Yangjae (Văn phòng Seocho-gu)                             | 양재 (서초구청)       | 良才 (瑞草區廳)       | (342)        | 1.5         | 3.9              | Seoul       | Seocho-gu   |
| D09   | Yangjae Citizen's Forest (Maeheon)                        | 양재시민의숲 (매헌)   | 良才市民의숲 (梅軒)   |              | 1.6         | 5.5              | Seoul       | Seocho-gu   |
| D10   | Cheonggyesan                                              | 청계산입구            | 淸溪山入口            |              | 2.9         | 8.4              | Seoul       | Seocho-gu   |
| D11   | Pangyo (Thung lũng công nghệ Pangyo)                      | 판교 (판교테크노밸리) | 板橋 (板橋테크노밸리) | (K409)       | 8.2         | 16.6             | Gyeonggi-do | Seongnam-si |
| D12   | Jeongja                                                   | 정자                  | 亭子                  | (K230)       | 3.1         | 19.7             | Gyeonggi-do | Seongnam-si |
| D13   | Migeum (Bệnh viện Đại học Quốc gia Seoul khu vực Bundang) | 미금 (분당서울대병원) | 美金                  | (K231)       | 1.9         | 21.6             | Gyeonggi-do | Seongnam-si |
| D14   | Dongcheon                                                 | 동천                  | 東川                  |              | 1.6         | 23.2             | Gyeonggi-do | Yongin-si   |
| D15   | Văn phòng Suji-gu                                         | 수지구청              | 水枝區廳              |              | 2.1         | 25.3             | Gyeonggi-do | Yongin-si   |
| D16   | Seongbok                                                  | 성복                  | 星福                  |              | 1.7         | 27.0             | Gyeonggi-do | Yongin-si   |
| D17   | Sanghyeon                                                 | 상현                  | 上峴                  |              | 2.1         | 29.1             | Gyeonggi-do | Yongin-si   |
| D18   | GwanggyoJungang (Đại học Ajou)                            | 광교중앙 (아주대)     | 光敎中央 (亞洲大)     |              | 2.4         | 31.5             | Gyeonggi-do | Suwon-si    |
| D19   | Gwanggyo (Đại học Kyonggi)                                | 광교 (경기대)         | 光敎 (京畿大)         |              | 1.9         | 33.4             | Gyeonggi-do | Suwon-si    |

## Kế hoạch mở rộng

### Sinsa ~ Yongsan
Mặc dù ban đầu được lên kế hoạch mở đồng thời với phần mở rộng Sinsa-Gangnam, do phần mở rộng từ Sinsa đến Yongsan có khả năng chia sẻ các tuyến đường với dòng GTX A mới được phê duyệt tới Ilsan, việc xây dựng ban đầu sẽ bắt đầu vào năm 2016 chỉ giữa Sinsa và Gangnam, dự kiến khai trương vào ngày 29 tháng 1 năm 2022. Các ga giữa Sinsa và Yongsan sẽ xây dựng khi Nhà tù Yongsan chuyển ra ngoài và trở thành một công viên công cộng, với kế hoạch chia nó từ Dongbinggo đến ga Noksapyeong, ga Seoul, ga Tòa thị chính (City Hall), ga Gwanghwamun, ga Gyeongbokgung, điểm dừng tại ga Samsong ở Goyang. Tuy nhiên, phần mở rộng Yongsan sẽ bắt đầu xây dựng sớm hơn phần mở rộng Samsong, vì phần mở rộng này vẫn chưa được đánh giá.
- Khởi công: Không xác định
- Hoàn thành: Năm 2027 (Dự kiến)

| Số ga | Tên ga            | Tên ga   | Tên ga   | Chuyển tuyến | Vị trí | Vị trí     |
| Số ga | Tiếng Anh         | Hangul   | Hanja    | Chuyển tuyến | Vị trí | Vị trí     |
| ----- | ----------------- | -------- | -------- | ------------ | ------ | ---------- |
| D01   | Yongsan           | 용산     | 龍山     | (135) (K110) | Seoul  | Yongsan-gu |
| D02   | Công viên Yongsan | 용산공원 | 龍山公園 |              | Seoul  | Yongsan-gu |
| D03   | Dongbinggo        | 동빙고   | 東氷庫   |              | Seoul  | Yongsan-gu |
| D04   | Sinsa             | 신사     | 新沙     | (337)        | Seoul  | Gangnam-gu |

### GwanggyoJungang (Đại học Ajou)~ Homaesil
Phần mở rộng về phía tây nam đến Homaesil đã thông qua nghiên cứu về khả thi kinh tế vào cuối năm 2019. Dự kiến việc xây dựng sẽ bắt đầu vào năm 2023, có khả năng mở cửa vào năm 2027, do việc xây dựng thường mất 5 năm để hoàn thành. Việc mở rộng thêm tới Bongdam của Thành phố Hwaseong đã được đề xuất nhưng chưa được đánh giá.
- Khởi công: Năm 2023
- Hoàn thành: Năm 2027

| Số ga | Tên ga                         | Tên ga           | Tên ga           | Chuyển tuyến | Vị trí      | Vị trí   |
| Số ga | Tiếng Anh                      | Hangul           | Hanja            | Chuyển tuyến | Vị trí      | Vị trí   |
| ----- | ------------------------------ | ---------------- | ---------------- | ------------ | ----------- | -------- |
| D18   | GwanggyoJungang (Đại học Ajou) | 광교중앙(아주대) | 光敎中央(亞洲大) |              | Gyeonggi-do | Suwon-si |
| D20   | Sân vận động Suwon World Cup   | 수원월드컵경기장 | 水原월드컵競技場 |              | Gyeonggi-do | Suwon-si |
| D21   | Dongsuwon                      | 동수원           | 東水原           |              | Gyeonggi-do | Suwon-si |
| D22   | Hwaseo                         | 화서             | 華西             | (P154)       | Gyeonggi-do | Suwon-si |
| D23   | Homaesil                       | 호매실           | 好梅實           |              | Gyeonggi-do | Suwon-si |

### Homaesil ~ Phần mở rộng nhánh Bongdam
- Khởi công: Chưa xác định
- Hoàn thành: Chưa xác định

| Số ga | Tên ga    | Tên ga | Tên ga | Chuyển tuyến | Vị trí      | Vị trí      |
| Số ga | Tiếng Anh | Hangul | Hanja  | Chuyển tuyến | Vị trí      | Vị trí      |
| ----- | --------- | ------ | ------ | ------------ | ----------- | ----------- |
| D23   | Homaesil  | 호매실 | 好梅實 |              | Gyeonggi-do | Suwon-si    |
| D24   | Omokcheon | 오목천 | 梧木川 | (K247)       | Gyeonggi-do | Suwon-si    |
| D25   | Bongdam   | 봉담   | 峰潭   |              | Gyeonggi-do | Hwaseong-si |